# Romagné
Romagné è un comune francese di 2 155 abitanti situato nel dipartimento dell'Ille-et-Vilaine nella regione della Bretagna.
Il comune condivide con Saint-Germain-en-Coglès le sorgenti del fiume Minette.

## Società

### Evoluzione demografica
Abitanti censiti